# Bir Dalla
Bir Dalla (arab. بئر دلة) – wieś w Syrii, w muhafazie Aleppo, w dystrykcie Ajn al-Arab. W 2004 roku liczyła 873 mieszkańców.